# Rötzum
Rötzum ist ein Ortsteil der Gemeinde Hohenhameln im Landkreis Peine in Niedersachsen. Der Ort hat 51 Einwohner auf einer Fläche von 2,51 km² (Stand: 31. Dezember 2023).

## Geographie
Rötzum liegt etwa 35 km südöstlich von Hannover, 15 km nordöstlich von Hildesheim und 15 km westlich von Peine.

### Nachbarorte
| Haimar      |                                             | Mehrum |
| Klein Lobke | Kompassrose, die auf Nachbargemeinden zeigt | Equord |
| Harber      | Ohlum                                       |        |

## Geschichte
Rötzum ist die kleinste Ortschaft der Gemeinde Hohenhameln und wurde im Jahr 1146 schriftlich erwähnt. Früher hieß der Ort „Rottesessen“, also „Sitz des Rotte“.

## Politik
Rötzum wurde am 1. März 1974 in die Gemeinde Hohenhameln eingegliedert. Gemäß der Satzung der Gemeinde Hohenhameln hat Rötzum keinen Ortsbürgermeister und keinen Ortsrat, sondern einen Ortsvorsteher.

### Wappen
Das Dorfwappen zieren ein Schafbockschädel, ein Schäferstab und eine Schippe. Dieses ist darauf zurückzuführen, dass nach dem Krieg in jedem Betrieb Schafe gehalten wurden.